# Creed
Creed é uma banda de post-grunge estadunidense formada em 1994 na cidade de Tallahassee, originalmente idealizada pelos amigos Scott Stapp (vocal) e Mark Tremonti (guitarra), tendo Scott Phillips (bateria) e Brian Marshall (contrabaixo). Após o primeiro hiato em 2004, em 27 de abril de 2009 o Creed anunciou que os quatro membros originais da banda estavam juntos de volta para uma turnê e lançaram um álbum no final de 2009, com o nome de Full Circle (Círculo Completo), que alcançou o segundo lugar nas paradas de sucesso, vendendo mais 500 mil cópias mundialmente e ganhando disco de ouro.
O grupo já vendeu mais de 60 milhões de cópias no mundo, 30 milhões só nos EUA. Está em 9º lugar na lista da Billboard dos artistas que mais venderam discos nas últimas décadas, acumulando 23 discos de platinas e um diamante ganhos. Seu segundo disco, Human Clay,  está listado no Rock and Roll Hall of Fame como um dos 200 melhores álbuns de todos os tempos. Por intermédio deste, ganharam em 2000 o Grammy para melhor canção de rock com "With Arms Wide Open", a qual é considerada pelo VH1 uma das vinte e cinco melhores baladas de todos os tempos, logrando a quarta posição da lista. Esta foi a canção que tornou o Creed conhecido mundialmente e lhe arrebatou milhões de fãs pelo mundo.
O Creed alcançou um grande sucesso comercial no fim da década de 90 e se tornou uma das bandas mais famosas do planeta, principalmente entre os jovens, graças as suas músicas com belos dedilhados, boa acústica, uma distorção impecável, letras profundas que retratava o que os sentimentos humanos exprimiam. A banda é um dos maiores vendedores de discos da história nos EUA e mundo: seus três primeiros álbuns estão entre os discos mais vendidos de todos os tempos nos EUA. Foi eleita pela Billboard com a melhor banda dos anos 2000, onde disputou com cerca de 18 artistas. Em 2006, a revista Hit Parader colocou Scott Stapp (vocal) como o 68º melhor vocalista de heavy metal de todos os tempos, já Mark Tremonti foi nomeado "Guitarist of the Year" (guitarrista do ano) três anos consecutivos pela revista Guitar World e esta entre os melhores das últimas décadas.
No dia 19 de julho de 2023, foi anunciado em sua página oficial no Instagram que a banda iria se reunir para uma turnê em abril de 2024 abordo de um cruzeiro saindo de Miami e desembarcando em Nassau, nas Bahamas.

## História

### My Own Prison

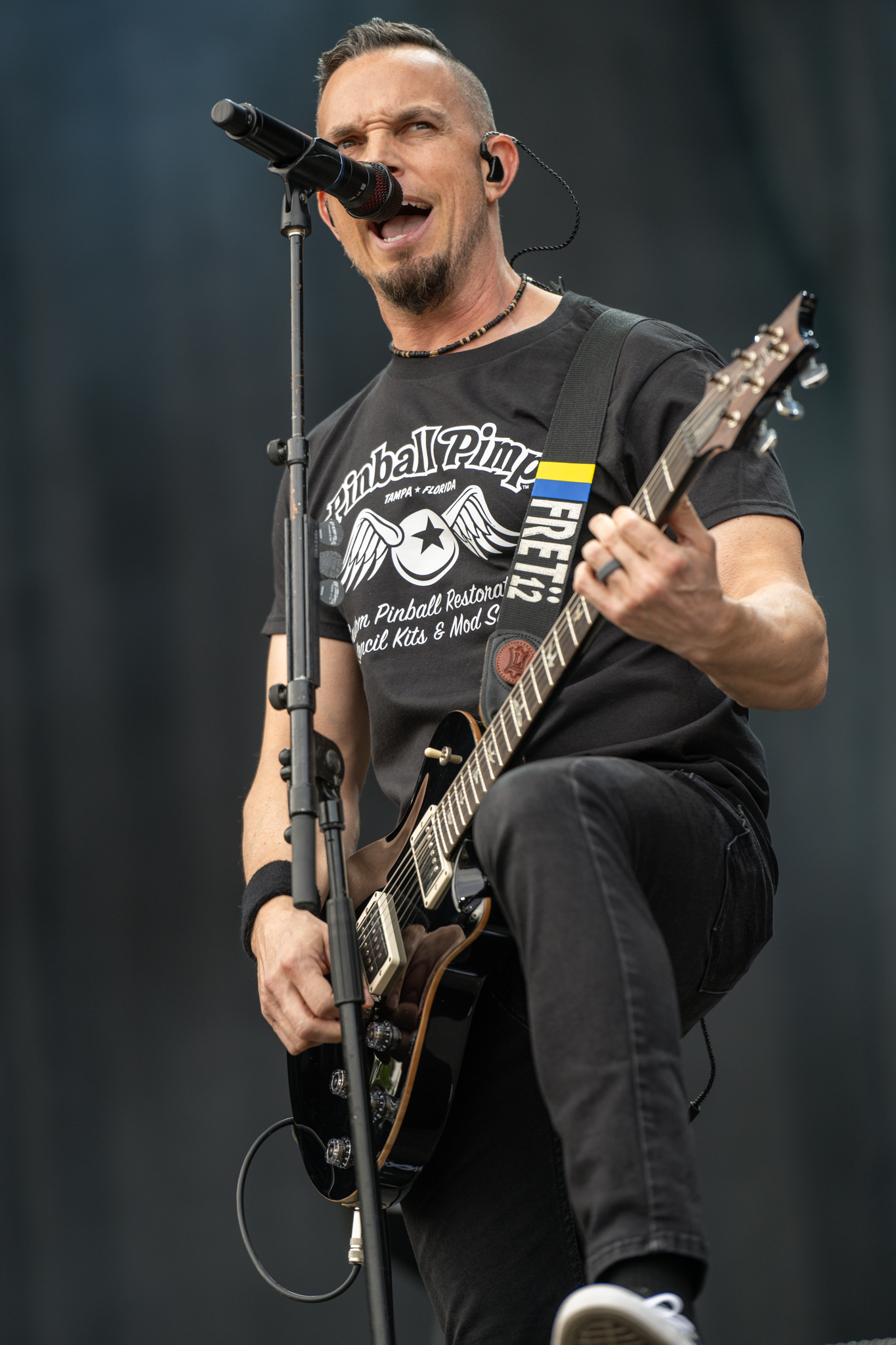
Mark Tremonti.

O primeiro disco da banda sob o título de My Own Prison foi lançado em 1997. Mesmo sendo uma produção patrocinada pelos próprios integrantes da banda (que custou seis mil dólares, quatro mil destes vieram do pai de Brian Marshall, o baixista), o disco conseguiu vender mais de 5 mil cópias em menos de uma semana. Foi o bastante para chamar atenção da gravadora Wind-Up Records, que logo assinou o contrato e o disco foi restaurado digitalmente. Logo na primeira semana vendeu 50 mil cópias, o que chamou a atenção de muitos críticos. Para promover o álbum, a banda resolve fazer uma turnê pelo país, o que faz com que as músicas "Torn", "My Own Prison", "What's This Life For" e "One" cheguem nos primeiros lugares dos sucessos. Ou seja, o Creed conseguiu o que pouquíssimas bandas conseguem: estabelecer quatro sucessos em apenas um álbum.
Muitos dizem que tal sucesso fora estabelecido graças à mensagens com forte conteúdo espiritual das músicas. "What's This Life For", por exemplo, foi composta tendo como enfoque o suicídio de um amigo, Mark. E segundo Scott, "My Own Prison" foi criada às cinco horas da madrugada depois de uma noite mal dormida.
Algo original do álbum, é que as letras, por mais melancólicas que pareçam, sempre trazem uma mensagem de esperança. Sobre esse aspecto, Mark Tremonti, co-autor das músicas declara: "Eu acho que é assim que nós somos. Apesar de tudo de ruim que já se passou em nossas vidas, nós vimos a luz no fim do túnel; nunca deixamos a esperança de lado, e sabíamos que havia um jeito de sair de onde estávamos". "Há tantas coisas que nós tratamos neste álbum", declara Scott Stapp, "questões governamentais, raciais, dúvidas próprias, auto-piedade, raiva e amargura".
A respeito da religiosidade das suas composições, Stapp respondeu: "As pessoas estão confundindo as coisas, achando que somos uma banda religiosa, mas nós não somos, é somente o que eu estava passando naquele momento. Eu estava me questionando, lidando com certos assuntos e indo contra todas as convicções que tinham me ensinado durante toda minha vida. É difícil para as pessoas entenderem isso porque elas são usadas, estando apenas em sujeição à religiões ou denominações". Em entrevista recente em sua mansão, Stapp disse que quando escreve as músicas sente a presença do Espirito Santo, sente Deus ao seu lado o inspirando, e compondo suas canções é a forma que ele encontrou de passar as pessoas o que ele sente e pensa sobre Deus.

### Human Clay
O segundo álbum Human Clay saiu em 1999, e rapidamente ocupou a posição de primeiro no Top 100. Human Clay foi sucesso comercial, e já vendeu 11 563 000   cópias nos EUA, certificado 6x Platina no Canadá, 5x na Austrália e 7x na Nova Zelândia, entre outros, tendo uma tiragem de aproximadamente 15 milhões de cópias no mundo.
O quarto single "With Arms Wide Open" ganhou um Grammy por "Melhor Canção de Rock", sendo a quarta melhor balada de todos tempos segundo eleição da VH1.
O álbum tem três vídeos lançados dele: "Higher", "What If" e "With Arms Wide Open", o último dos quais foi votado como o 92º melhor videoclipe de todos os tempos pela VH1, que também listou "Higher" como uma das melhores canções de hard rock de todos os tempos. Para muitos fãs, este é o melhor álbum lançado pela banda, devido aos arranjos musicais muito bem preparados, como na música "Say I".
Em Human Clay, a banda tenta explorar territórios musicais desconhecidos, como nas faixas "Are You Ready" e em "Wash Away Those Years". Em "What If" fez parte da trilha de Scream (Panico 3) um grande sucesso do filme de Wes Craven um produtor de filmes de terror, o vocalista Scott Stapp, fica feroz cantando diretamente para aquelas pessoas, que segundo ele, 'o julgaram mal durante anos'. "Inside Us All" é a faixa do álbum que mais se parece com o tema abordado em "My Own Prison", trazendo um pouco de melancolia, mas deixando sua mensagem de esperança e fé que as coisas melhorariam, esta canção fez parte da trilha sonora da novela teen Malhação, da Rede Globo.
As canções exploram os medos humanos. A própria capa do album transmite isso, por apresentar um humano enterrado da cintura para baixo, com um relógio na mão direita, erguida para o alto, como numa tentativa de pedir socorro, num lugar deserto. São explorados nas músicas deste álbum o medo de crescer e deixar um vazio na juventude (como em "Never Die"), da aflição da dor de consciência ('Faceless Man' aborda muito bem isso) e da traição ("Beautiful", que foi escrita por Stapp em lembrança de uma ex-namorada).
Há um equilíbrio entre a razão e a sensibilidade com as canções mais famosas do álbum, Higher que fala do desejo de um refúgio dos problemas, de uma forma bem otimista; e "With Arms Wide Open", vencedor do Grammy Awards, canção especial e íntima para Stapp, pois fora escrita quando ele descobriu que seria pai pela primeira vez, e fez parte da trilha do filme Titan; tal música fez sucesso internacional, sendo até mesmo tema de novelas, devido a forma como os sentimentos humanos são tratados nesta bela canção. Foi esta bela música que tornou o Creed conhecido mundialmente.
A banda apresentou-se no Woodstock '99, onde houve a participação especial do ex-guitarrista do The Doors, Robby Krieger; o que aumentou ainda mais o sucesso da banda. Os singles "Higher" e "With Arms Wide Open" foram para os primeiros lugares, e o recém-lançado "Human Clay" ganhou 11 discos de platina, ficando por 18 semanas em primeiro lugar nas paradas.

### Weathered

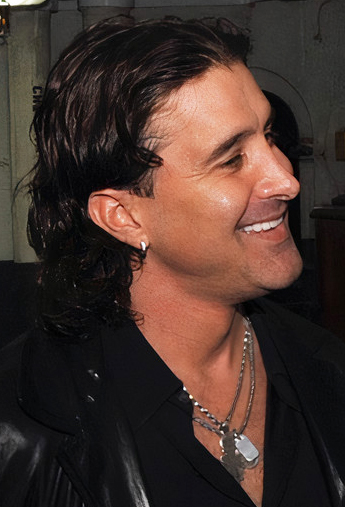
Scott Stapp.

Em agosto de 2000, após o sucesso de Human Clay, o baixista Brian Marshall, deixa a banda alegando diferenças pessoais e profissionais. Em Novembro de 2001 é lançado o álbum Weathered que vendeu quase um milhão de cópias em apenas uma semana. Foi o maior sucesso do grupo, que tinha pela frente a dura tarefa de suceder o estouro do "Human Clay". O resultado não podia ser diferente: o álbum conseguiu permanecer por um bom tempo no ranking dos álbuns mais vendidos dos Estados Unidos, vendendo seis milhões de cópias só no país, e ganhando seis discos de platina. No Brasil foi certificado com 3x platina,chegou a vender mais de 250 000 cópias nos últimos anos. Weathered está na lista dos 200 álbuns mais vendidos no EUA em todos os tempos.
Stapp, diz ser o melhor álbum da banda, pois segundo ele, "pois se este não fosse o nosso melhor álbum, deveríamos voltar para o estúdio e refazê-lo". Acerca do nome, o vocalista respondeu que "Weathered" é uma expressão que significa alguém "calejado pelo tempo", "com as forças quase esgotadas" ou "vivido com bastante experiência".
A primeira faixa intitulada Bullets é similar a What If, do antecessor "Human Clay", onde é demonstrado todo o descontentamento contra aqueles que apenas tem como objetivo prejudicar outros. Weathered ainda conta com uma canção épica chamada "Who's Got My Back', na qual há, no início e ao final, uma prece de um índio Cherokee.
O primeiro Single lançado foi "My Sacrifice", que até hoje ainda é tocado nas rádios ao redor do mundo. Falando sobre esta música, Scott disse em entrevista que: "esse é o ponto de equilíbrio, um meio-termo entre mim e o Mark". Outro sucesso do Álbum é "One Last Breath", uma música considerada por muitos a mais 'romântica' do Creed. Porém uma análise das outras composições da banda, faz essa suposição desaparecer.
O outro single "Don't Stop Dancing" também fez sucesso, especialmente por tratar sobre a perseverança mediante tribulação e a fé perante coisas que parecem impossíveis de se resolverem, mais diretamente na sua letra. Isso se deu especialmente após os atentados de 11 de Setembro de 2001. Na apresentação da banda durante as "Olimpíadas de Inverno de Salt Lake City", antes da execução desta canção, o vocalista lembra dos atentados e diz que o povo americano precisa ter fé para suportar isso. Weathered traz canções interessantes, que mostram um ritmo diferente em comparação com os outros álbuns, exemplos disso são 'Stand Here With Me', 'Hide' e 'Lullaby'.

### Greatest Hitse primeira separação
Após quase um ano sem trabalhar, a banda anunciou, em junho de 2004, que estariam encerrando suas atividades formalmente. Tremonti citou tensões entre Stapp e o resto do grupo como a razão da separação. Ele afirmou que graças a essa tensão dos integrantes com Stapp, já não dava mais para rolar o fluxo criativo. Stapp seguiu então carreira solo. Em 22 de novembro de 2004, a Wind-up Records liberou um álbum de Greatest Hits, que se tornou um sucesso comercial. o álbum vendeu só no Brasil 500 mil cópias. Neste álbum é mostrada a evolução na trajetória musical do Creed e nele estão os maiores sucessos da banda, sucessos tais que consagrou o Creed como uma das maiores bandas de rock de todos os tempos, tendo um sucesso comercial estrondoso. Durante este primeiro hiato de 2004, Mark Tremonti e Scott Phillips juntaram-se ao baixista Brian Marshall e ao vocalista Myles Kennedy (ex-Mayfield Four) e formaram o Alter Bridge.

### Full Circlee retorno

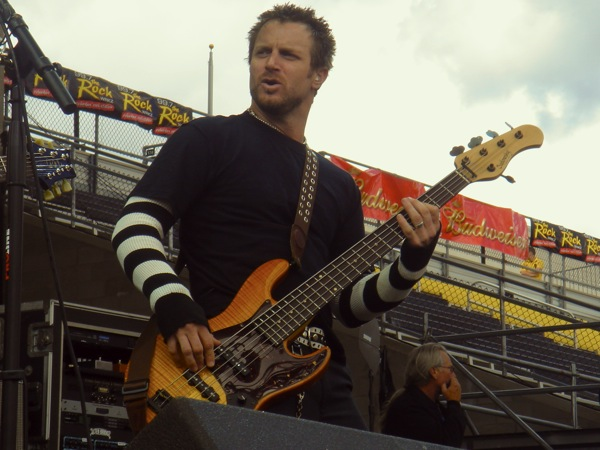
Brian Marshall.

Após um período de quase seis anos, a banda anuncia sua volta e o lançamento do seu 4º álbum de estúdio, que prometeu ser melhor que os três anteriores. Seu primeiro single "Overcome", que foi oficialmente liberado digitalmente no dia 25 de agosto de 2009, mostra o verdadeiro amadurecimento dos caras ao longo deste tempo, e estréia bem nas paradas americanas.
O novo álbum Full Circle teve lançamento mundial no dia 26 de outubro de 2009, pela Wind Up e EMI Music, e tem 12 músicas no total. Na primeira semana o grupo vendeu 110 000 discos, e chegou a 300 000 cópias em apenas uma semana, ficando em 2º lugar na Billboard 200, e em 2º lugar como melhor disco de rock, só atrás de This is it, o último CD de Michael Jackson, que ficou em 1º com 373 000, como todos já previam. Creed foi vencedor de um quadro com disco de ouro duplo e um disco de platina. Tendo vendido até julho de 2011, 500 mil cópias pelo mundo. Após 10 dias do lançamento do CD, gravaram o seu primeiro DVD ao vivo no estádio do texas, sendo transmitido ao vivo na Internet em alta definição pela produtora Rockpit, que já trabalhou com grandes artistas como Metallica ou Nickelback. Scott Stapp fala que ficou tão empolgado quanto os fãs, e disse que nunca viu um público tão grande. Queríamos fazer o que nunca fizemos e conseguimos, ensaiamos um mês e ao mesmo tempo gravamos o CD. "Isso foi grande desafio mas valeu a pena" - disse Stapp.

### Creed Live
Creed Live foi filmado com 239 câmeras de alta definição para um estádio lotado. O Creed bateu recordes e o DVD foi premiado com quatro citações no Guinness Book of World Records, entre elas, "o maior números de câmeras para filmar um concerto". Gravado em 25 de setembro de 2009, no Pavilhão Cynthia Woods Mitchell, em Houston, Texas, milhões de pessoas assistiram à gravação do DVD, já que o mesmo foi transmitido ao vivo em HD pela internet. Foram gravados os maiores sucessos do Creed como "Higher" e "My Sacrifice" One Last Breath e With Arms Wide Open, depois de quase uma década longe dos palcos, sendo essa umas das melhores apresentações da banda, o que fez com que o DVD vendesse mais de 300 mil cópias.

### Novo hiatus
Após retornar para vários shows entre 2009 e 2012, além de rumores de um novo álbum, a banda anunciou que entraria em novo hiatus, e afirmaram que não sabiam qual seria o passo seguinte.

### With Arms Wide Open: A Retrospective
Lançado em novembro de 2015, a compilação de álbuns mais recente do Creed traz, além de versões acústicas de clássicos, covers da banda The Doors e três musicas inéditas; "Blistered", "More Than This" e "Why". Também estão presentes musicas pouco divulgadas. Tanto Mark Tremonti quanto Scott Stapp afirmam em suas recentes entrevistas que há possibilidades para voltarem e que nunca devem dizer nunca, e que mantem contato um com o outro por mensagens regularmente.

### Segunda reunião (2023–presente)
Em 19 de julho de 2023, a banda anunciou que havia se reunido e será a atração principal do cruzeiro Summer of '99 em abril de 2024.

## Legado e Recepção
Creed foi uma das bandas de rock de maior sucesso comercial do final dos anos 90 e início dos anos 2000.  Seus primeiros três álbuns de estúdio, My Own Prison, Human Clay e Weathered, foram todos multi-platinum nos Estados Unidos, vendendo 6 milhões, 11 milhões e 6 milhões de cópias, respectivamente. A banda também ganhou um Grammy Award for Best Rock Song pela música "With Arms Wide Open" em 2001. 
No entanto, Creed tem sido recebido negativamente por alguns críticos profissionais, como Robert Christgau, entre outros, apesar do enorme sucesso comercial da banda. Jonah Weiner of Slate tentou argumentar que a banda foi "seriamente subestimada, a maioria das pessoas odeia a combinação de Creed de excesso de energia-balada e testosterona Christian-infundida." No entanto, os shows ao vivo da banda toda foram criticamente muito aclamados.
Em 2011, a Billboard classificou o Creed como o 18º melhor artista da década de 2000. Em 2012, o vocalista Scott Stapp publicou sua própria autobiografia intitulada Sinner’s Creed, que detalha sua vida inicial e posse com a banda. Em 2013, os leitores da Rolling Stone, que votaram no Creed como a pior banda da década de 1990.

## Membros
Última formação
- Scott Stapp - vocal (1993–2004; 2009–2012)
- Mark Tremonti - guitarra (1993–2004; 2009–2012)
- Scott Phillips - bateria, teclado (1993–2004; 2009–2012)
- Brian Marshall - baixo (1993–2000; 2009–2012)

Músicos antigos
- Brian Brasher – guitarra base (1993–1995)

Músicos de turnê
- Brett Hestla – baixo, backing vocals (2002-2004 - após a saída de Marshall, tocou apenas na turnê e não participou de gravações)
- Eric Friedman - guitarrista  (2009–2012)

## Discografia
Álbuns de estúdio
- My Own Prison (1997)
- Human Clay (1999)
- Weathered (2001)
- Full Circle (2009)